# Изложба „Трећи Бијенале графике Београд” (1994)
Изложба „Трећи Бијенале графике Београд” се одржала 1994. године у Уметничком павиљону „Цвијета Зузорић” у Београду.

## Жири
Добитнике Велике награде Бијенала, две равноправне награде, награде спонзора и откупне награде је изабрао жири:
- Срето Бошњак
- Бранимир Карановић
- Зоран Марјановић
- Драган Момиров
- Невенка Стојсављевић
- Сава Степанов
- Ирина Суботић

Добитника специјалне награда за животно дело из области графике је изабрао жири:
- Бошко Карановић
- Велизар Крстић
- Љиљана Слијепчевић
- Милан Сташевић
- Зоран Тодовић
- Љиљана Ћинкул
- Божидар Џмерковић

## Излагачи
1. Наташа Абрамовић
2. Алфаро Ангел
3. Милица Анђелковић
4. Миодраг Анђелковић
5. Микан Аничић
6. Лидија Антанасијевић
7. Кати Антипа Имануел
8. Ристо Антуновић
9. Шантал Арди
10. Карлос Арле
11. Мирослав Арсић
12. Гелунас Арунас
13. Евгениа Атанасакос
14. Никола Атанасов Евгењев
15. Анивачон Атасит
16. Стасис Аукштволис
17. Валериј Афанасјев Васиљевич
18. Зоран Бановић
19. Роберт Барамов Евгени
20. Мишел Барзан
21. Иван Бачваров Јорданов
22. Хуан Хосе Белтран
23. Мариета Родица Бесу
24. Игор Биликивски
25. Дерек Мајкл Бисант
26. Трајче Блажевски
27. Татулеа Вероника Едита Бодеа
28. Слободан Бојовић
29. Коса Бокшан
30. Отилиа Елена Борс
31. Зоран Бошковски
32. Борис Бранков Фердинандов
33. Анка Бурић
34. Сандра Вајмар Метингли
35. Магда Вамватира
36. Моник Ники Ван Дам
37. Шарл Ван Жизбержен
38. Колиен Ванкраненброк
39. Олех Валеник Васиљевич
40. Владимир Величковић
41. Симеон Венов Здравков
42. Јармила Вешовић Ру
43. Тила Адориан Вика
44. Роксана Виларино
45. Татјана Владова Григорјевна
46. Душан Врга
47. Лидија Вујисић
48. Мирко Вујисић
49. Веселин Вукашиновић
50. Биљана Вуковић
51. Зоран Вуковић
52. Луси Гаврилиду
53. Петар Гајић
54. Јожеф Гал
55. Јоланта Галдикаите
56. Антонио Гаридо Морено
57. Винћенцо Гати
58. Људмил Георгијев Димитров
59. Хорхе Гонзалес
60. Леонардо Готлиб
61. Славомир Грабови
62. Беатрис Граспол
63. Милан Граховац
64. Вили Греве
65. Кампос Рубем Грило
66. Звонко Грмек
67. Ану Гупта
68. Јанис Гурзис
69. Ема Даглас
70. Лик Д'Аешелер
71. Даукните Дангоуле
72. Гордана Даутовска
73. Пабло Делфини
74. Валериј Демјаншин Јосифович
75. Олег Дергачов
76. Миленко Дивјак
77. Алициа Дијаз Риналди
78. Александар Димитров Симионов
79. Зоран Димовски
80. Цветан Димовски
81. Петре Дину
82. Лелиа Бет Ђуи
83. Моник Дои
84. Гинтер Долхопф
85. Џори Доналд
86. Еуген Дорнеску
87. Живко Ђак
88. Зоран Ђорђевић
89. Жељко Ђуровић
90. Даглас Едвардс
91. Сусуму Ендо
92. Душица Жарковић
93. Миленко Жарковић
94. Милица Жарковић
95. Иштван Жирањи
96. Елена Завадскиене
97. Катарина Зарић
98. Ефталиа Зиси
99. Кирил Златков Симеонов
100. Опи Зуни
101. Далиуте Иванаускаите Кезиене
102. Флорентиа Икономиду
103. Ђунри Икушима
104. Алксандру Јакабхази
105. Зоран Јакимовски
106. Манолис Јанадакис
107. Радован Јандрић
108. Младен Јевђовић
109. Милица Јелић
110. Пламен Јорданов
111. Маја Јоцков
112. Цветан Казанџијев Георгијев
113. Леонидас Јоанис Капсидакис
114. Колио Карамфилов Илиев
115. Бранимир Карановић
116. Кристо Карџилов
117. Нагаи Кенџи
118. Дора Керестеш
119. Сузуки Кинзо
120. Душица Кирјаковић
121. Драган Кићовић
122. Вилијам Олестер Кларк
123. Саманта Кларк
124. Ивет Кљуцковска Владимировна
125. Слободан Кнежевић
126. Нина Ковачева
127. Димо Колибаров Колев
128. Димитра Колимандаки
129. Ариа Комиану
130. Јани Константиновски Пунтос
131. Винкира Консуело
132. Илија Костов
133. Илија Кочовски
134. Икута Коџи
135. Јурко Кох
136. Риозо Кошимицу
137. Михаило Красник
138. Радован Крагуљ
139. Кики Кревекир
140. Хара Крисантаки
141. Томислав Крмов
142. Христофор Крстев Недјалков
143. Велизар Крстић
144. Богдан Кршић
145. Ирис Ксилас Ксаналатос
146. Игор Кузик
147. Димитар Кулев Иванов
148. Мава Кумпулаинене Сока
149. Карен Кунц
150. Лукач Курзатковски
151. Милан Лакић
152. Жо Ан Ланевил
153. Ги Ланшеван
154. Мартин Левин
155. Ан Лелуп
156. Ани Патрициа Липман
157. Родица Ломнасан
158. Кармело Рубио Лопез
159. Александар Луковић
160. Ранка Лучић Јанковић
161. Петер Хорст Мајер
162. Бранислав Макеш
163. Александар Малејев Филипов
164. Димитар Малиданов Петре
165. Слободан Манојловић
166. Зоран Марјановић
167. Ефтимиа Нефели Масиа
168. Јоичи Масуда
169. Велимир Матејић
170. Душан Матић
171. Барбара Медсен
172. Ева Мела
173. Даниел Меншиков
174. Жозеф Мерло
175. Весли Чарлс Меси
176. Илеана Микодин
177. Славко Миленковић
178. Бранко Миљуш
179. Слободан Михаиловић
180. Рејшел Мишлан
181. Александар Лека Младеновић
182. Миодраг Млађовић
183. Драган Момиров
184. Хуан Мореира Бенкомо
185. Миодраг Нагорни
186. Кавита Најар
187. Драган Најдановић
188. Мирко Најдановић
189. Нацуко Накамура
190. Такаши Накамура
191. Серђо Наникола
192. Норио Нашијама
193. Марија Немет Деак
194. Наташа Никетић
195. Васил Ников Стајков
196. Тоња Николаиду
197. Иван Нинов Раицов
198. Мирјана Обрадовић
199. Петка Овидиу
200. Петар Омчикус
201. Иштван Орос
202. Љубен Павлов Петров
203. Атилио Пино Пандолфини
204. Георги Пенчев Михајлов
205. Франциско Мора Перал
206. Светлозар Петков Ангелов
207. Пламен Петков Монев
208. Гордана Петровић
209. Ратомир Ра Пешић
210. Владимир Пинигин Кирилович
211. Божидар Плазнић
212. Никола Поањон
213. Олга Погрибна Кох
214. Димитар Попгеоргијев Зубенов
215. Божидар Продановић
216. Небојша Радојев
217. Андријана Радојичић
218. Бранко Раковић
219. Нађа Рапенсбергер
220. Роландас Римкунас
221. Ана Ристић Драговић
222. Миодраг Рогић
223. Пуерто Коладо Руеда
224. Ксенофон Сахинис
225. Казуо Сакохата
226. Олга Самосјук Александровна
227. Вил Сенсен
228. Јан Сенсен
229. Марија Светиева
230. Матеј Свобода
231. Алдо Сегато
232. Рада Селаковић
233. Димитра Сиатерли Јоанис
234. Велин Симеонов Петров
235. Жан Пјер Скуфлер
236. Мехмед Слезовић
237. Жарко Смиљанић
238. Драган Совиљ
239. Милан Сокол
240. Русен Спасов Милков
241. Милан Станојев
242. Мирослав Станојловић
243. Тодор Стевановић
244. Радмила Степановић
245. Валентин Стефанов
246. Борислав Стоев Владимиров
247. Миливоје Мића Стоиљковић
248. Оливера Стојадиновић
249. Тања Стојанова Валева
250. Марина Стојанова Стефанова
251. Љиљана Стојановић
252. Слободан Стојиловић
253. Невенка Стојсављевић
254. Иван Стојчев
255. Владимир Струтинскиј Николајевич
256. Слободанка Ступар
257. Светлана Сунцова Владимировна
258. Ко Удомвит Таворн
259. Кенџи Такано
260. Жак Танен
261. Акито Танимура
262. Зорица Тасић
263. Јамшита Тецуо
264. Олег Тисчук Михајлович
265. Јон Титоиу
266. Зоран Тодовић
267. Станка Тодоровић
268. Јошика Тоџима
269. Драгиша Ћосић
270. Каору Уеда
271. Михаел Фалконис
272. Сузана Фантанариу
273. Армин Форбриг
274. Бранислав Фотић
275. Тошихиса Фудецука
276. Даниела Фулгоси
277. Кијоко Фуџимото
278. Иван Хамамџијев Константинов
279. Кацунори Хаманиши
280. Шууји Харуно
281. Валериј Хасанов Јуријевич
282. Флорин Хатеган
283. Јирген Херич
284. Александер Хејдек
285. Александра Хесекер
286. Минами Хироко
287. Јан Хофман
288. Нусрет Хрвановић
289. Теодор Хриб
290. Аристиа Хрисотаки
291. Десислава Христова
292. Томита Хумио
293. Вики Цаламата
294. Стојан Цанев
295. Никола Царан
296. Франц Цурк
297. Славољуб Чворовић
298. Ева Чинчерова
299. Стојан Чуканов Бојанов
300. Владимир Чукић
301. Томас Рос Џорџсон
302. Маурицио Шварцман
303. Биљана Шево
304. Мари Шина
305. Јури Шнајдер